# برازافيل

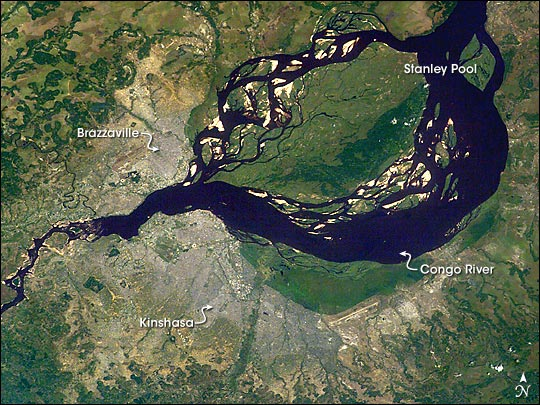
برازافيل & كينشاسا

برازافيل هي عاصمة جمهورية الكونغو، وأكبر مدينة فيها. تقع الكونغو في غربي أفريقيا. وتقع برازافيل على نهر الكونغو عبر بحيرة ستانلي في كنشاسا في الكونغو الديمقراطية (زائير سابقاً).
وبرازافيل مركز صناعي، ومركز لحركة المواصلات. تصنع المصانع فيها الأبنية ومنتجات الأغذية، والسجائر، والأثاث، وأعواد الثقاب، والأحذية، والأقمشة، وبها عدد من المدابغ. ويربط ما يعرف بخط سكة حديد الكونغو - المحيط وهو بطول ما يقارب 515 كم بين برازافيل وبوينتي - نويري على ساحل المحيط الأطلسي.

## المناخ
يظهر الجدول التالي التغييرات المناخية على مدار السنة لبرازافيل:
| البيانات المناخية لـبرازافيل                              | البيانات المناخية لـبرازافيل | البيانات المناخية لـبرازافيل | البيانات المناخية لـبرازافيل | البيانات المناخية لـبرازافيل | البيانات المناخية لـبرازافيل | البيانات المناخية لـبرازافيل | البيانات المناخية لـبرازافيل | البيانات المناخية لـبرازافيل | البيانات المناخية لـبرازافيل | البيانات المناخية لـبرازافيل | البيانات المناخية لـبرازافيل | البيانات المناخية لـبرازافيل | البيانات المناخية لـبرازافيل |
| الشهر                                                     | يناير                        | فبراير                       | مارس                         | أبريل                        | مايو                         | يونيو                        | يوليو                        | أغسطس                        | سبتمبر                       | أكتوبر                       | نوفمبر                       | ديسمبر                       | المعدل السنوي                |
| --------------------------------------------------------- | ---------------------------- | ---------------------------- | ---------------------------- | ---------------------------- | ---------------------------- | ---------------------------- | ---------------------------- | ---------------------------- | ---------------------------- | ---------------------------- | ---------------------------- | ---------------------------- | ---------------------------- |
| الدرجة القصوى °م (°ف)                                     | 37.5 (99.5)                  | 36.3 (97.3)                  | 37.5 (99.5)                  | 36.8 (98.2)                  | 37.3 (99.1)                  | 34.3 (93.7)                  | 33.8 (92.8)                  | 40.2 (104.4)                 | 39.5 (103.1)                 | 38.9 (102.0)                 | 35.8 (96.4)                  | 40.2 (104.4)                 | 40.2 (104.4)                 |
| متوسط درجة الحرارة الكبرى °م (°ف)                         | 30.5 (86.9)                  | 31.3 (88.3)                  | 31.7 (89.1)                  | 31.8 (89.2)                  | 30.9 (87.6)                  | 28.4 (83.1)                  | 27.0 (80.6)                  | 28.5 (83.3)                  | 30.4 (86.7)                  | 30.8 (87.4)                  | 30.4 (86.7)                  | 30.2 (86.4)                  | 30.2 (86.4)                  |
| المتوسط اليومي °م (°ف)                                    | 26.0 (78.8)                  | 26.4 (79.5)                  | 26.7 (80.1)                  | 26.8 (80.2)                  | 26.2 (79.2)                  | 23.8 (74.8)                  | 22.4 (72.3)                  | 23.6 (74.5)                  | 25.5 (77.9)                  | 26.1 (79.0)                  | 25.9 (78.6)                  | 25.8 (78.4)                  | 25.4 (77.7)                  |
| متوسط درجة الحرارة الصغرى °م (°ف)                         | 21.4 (70.5)                  | 21.5 (70.7)                  | 21.7 (71.1)                  | 21.9 (71.4)                  | 21.6 (70.9)                  | 19.3 (66.7)                  | 17.8 (64.0)                  | 18.8 (65.8)                  | 20.6 (69.1)                  | 21.4 (70.5)                  | 21.4 (70.5)                  | 21.5 (70.7)                  | 20.7 (69.3)                  |
| أدنى درجة حرارة °م (°ف)                                   | 17.0 (62.6)                  | 14.5 (58.1)                  | 17.7 (63.9)                  | 18.6 (65.5)                  | 17.0 (62.6)                  | 12.7 (54.9)                  | 10.5 (50.9)                  | 10.3 (50.5)                  | 15.2 (59.4)                  | 13.7 (56.7)                  | 18.2 (64.8)                  | 17.7 (63.9)                  | 10.3 (50.5)                  |
| الهطول مم (إنش)                                           | 160 (6.3)                    | 137 (5.4)                    | 167 (6.6)                    | 191 (7.5)                    | 118 (4.6)                    | 8 (0.3)                      | 3 (0.1)                      | 4 (0.2)                      | 34 (1.3)                     | 139 (5.5)                    | 261 (10.3)                   | 172 (6.8)                    | 1٬394 (54.9)                 |
| متوسط أيام هطول الأمطار (≥ 1.0 mm)                        | 10                           | 8                            | 11                           | 12                           | 8                            | 1                            | 0                            | 0                            | 4                            | 9                            | 14                           | 12                           | 89                           |
| متوسط الرطوبة النسبية (%)                                 | 81                           | 80                           | 79                           | 81                           | 81                           | 79                           | 77                           | 73                           | 71                           | 76                           | 81                           | 82                           | 78                           |
| ساعات سطوع الشمس الشهرية                                  | 171                          | 167                          | 192                          | 181                          | 177                          | 141                          | 127                          | 133                          | 145                          | 152                          | 157                          | 154                          | 1٬897                        |
| المصدر #1: الأرصاد الجوية الألمانية (humidity, 1951–1990) |                              |                              |                              |                              |                              |                              |                              |                              |                              |                              |                              |                              |                              |
| المصدر #2: Meteo Climat (record highs and lows)           |                              |                              |                              |                              |                              |                              |                              |                              |                              |                              |                              |                              |                              |

## توأمة
لبرازافيل اتفاقيات توأمة مع كل من:
- رانس
- درسدن (1975 - )
- كينشاسا
- ويندهوك
- داكار

## شخصيات ولدت بها
- علي بونغو أونديمبا

## أعلام
- بيير سافورنيا دو برازا
- ألفونس ماسامبا-ديبا
- سيرج إيباكا
- علي بونغو أونديمبا
- فرانسيس لتسينغي
- ماريان نغوابي
- فيريبوري دوري